# Moje życie ze mną
Moje życie ze mną (ang. My Life Me, 2009) – kanadyjsko-francuski serial animowany emitowany na antenie ZigZap od 17 marca 2010 roku.

## Fabuła
Serial opowiada o perypetiach czwórki nastolatków – Birch, Sandry, Raffiego i Liama, którzy zmagają się z życiowymi rozterkami i przemyśleniami.

## Postacie
- Birch Small – ma trzynaście lat. Jest młodsza od reszty klasy, z wyjątkiem Auntuana. Ma krótkie, brązowe włosy i niebieskie oczy. Potrafi ładnie śpiewać, dwukrotnie występowała na scenie (Ciężkie wybory, Kto tu jest gwiazdą?). Uczy się w miarę dobrze. Ubiera się w stylu punk. Jest kuzynką Liama i najlepszą przyjaciółką Sandry, mimo że często się z nią kłóci. Lubi rysować mangę i ma pomarańczowego kota Neko. Jest zakochana w Raffim. Prowadzi pamiętnik. W przedstawieniu była przebrana za Meduzę.
- Liam Cool – ma czternaście lat. Ma blond włosy ułożone na jeżyka i błękitne oczy. Ubiera się na zielono. Czasami nosi zielone okulary. Jest piegowaty i ma zadarty nos. Potrafi śpiewać. Boi się latających małp. Ma okropny bałagan w pokoju. Neko go nie lubi. Jest dość niezdarny. Jest zazdrosny o popularność Raffiego. Uczy się fatalnie. Kuzyn Birch. Kumpel Raffiego. W przedstawieniu był przebrany za Aresa.
- Sandra Le Blanc – jest starsza od Birch o miesiąc. Ma rude włosy z potarganą grzywką spięte czarną kokardką, piegi i zielone oczy. Ubiera się w czarny T-shirt z pomarańczowymi dodatkami, czerwoną spódniczkę, pomarańczowe lakierki i kolanówki w czarno-pomarańczowe paski. Kocha jazdę na deskorolce. Jest sceptyczna. Nie lubi Liama. Jest najlepszą przyjaciółką Birch, mimo że często się z nią kłóci. Ma różowy pokój pełen pluszaków. Jako jedyna z grupy ma dotykowy telefon. Zakochana w Raffim, ale tego nie okazuje.
- Raffi Rodriguez – ma czternaście lat. Ma czarne włosy i brązowe oczy. Ubiera jeansy, wiązane niebieskie buty i niebieski T-shirt z granatową gwiazdą. Jest bardzo popularny. Jest w nim zakochana Birch. Liam mu zazdrości popularności. Ma deskorolkę. Mieszka z babcią, prawdopodobnie nie ma rodziców. Kumpel Liama. Jest pewny siebie. Zawsze ma jakiś plan. Ma porządek w pokoju. Zakochany w Sandrze, ale rzadko to okazuje.

## Wersja polska
Opracowanie i udźwiękowienie wersji polskiej: na zlecenie ZigZapa – Studio Sonica

Reżyseria: Piotr Kozłowski

Dialogi polskie:
- Jan Aleksandrowicz-Krasko (odc. 1-3, 6-7, 16-20, 25-28, 39-52),
- Grzegorz Drojewski (odc. 4-5, 8-15, 21-24, 29-38)

Realizacja dźwięku: Maciej Sapiński

Organizacja produkcji: Agnieszka Kudelska

Wystąpili:
- Joanna Pach – Birch
- Agnieszka Fajlhauer – Sandra
- Krzysztof Szczerbiński – Liam
- Wojciech Brzeziński – Raffi
- Michał Głowacki – Jason
- Waldemar Barwiński – Nauczyciel
- Brygida Turowska –
  - Dyrektorka,
  - Buba (odc. 45)
- Piotr Kozłowski – Dave
- Andrzej Hausner – Tony
- Paweł Ciołkosz – Antoine
- Agnieszka Kudelska
- Jakub Kamieński
- Dorota Furtak
- Izabela Gwizdak
- Klementyna Umer

i inni
Lektor: Waldemar Barwiński

## Spis odcinków
| Premiera odcinka | Nr | Polski tytuł                    | Angielski tytuł                 |
| ---------------- | -- | ------------------------------- | ------------------------------- |
|                  |    |                                 |                                 |
| SERIA PIERWSZA   |    |                                 |                                 |
|                  |    |                                 |                                 |
| 17.03.2010       | 01 | Wilcza przysługa                | Misconcepted Deceptions         |
|                  |    |                                 |                                 |
| 24.03.2010       | 02 | W jedności siła                 | Reach for the Pod               |
|                  |    |                                 |                                 |
| 31.03.2010       | 03 | Mistrz pędzla                   | Big Man on Canvas               |
|                  |    |                                 |                                 |
| 07.04.2010       | 04 | Karykatury                      | The Pencil Assassin             |
|                  |    |                                 |                                 |
| 14.04.2010       | 05 | Przemiana                       | The Makeover                    |
|                  |    |                                 |                                 |
| 21.04.2010       | 06 | Pomponiara                      | The Pom-Pom Girl                |
|                  |    |                                 |                                 |
| 28.04.2010       | 07 | Nieuzasadnione kopiowanie       | Unreasonable Facsimilies        |
|                  |    |                                 |                                 |
| 05.05.2010       | 08 | Układ planet                    | Planets Maligned                |
|                  |    |                                 |                                 |
| 12.05.2010       | 09 | Straszna nerwówka               | The Big Flap                    |
|                  |    |                                 |                                 |
| 19.05.2010       | 10 | Gdzie jest Neko?                | Finding Neko                    |
|                  |    |                                 |                                 |
| 26.05.2010       | 11 | Raffi i loteria                 | The Raffi Raffle                |
|                  |    |                                 |                                 |
| 02.06.2010       | 12 | Sekretny wielbiciel             | Crushed                         |
|                  |    |                                 |                                 |
| 09.06.2010       | 13 | Piątek, trzynastego             | Friday the 13th                 |
|                  |    |                                 |                                 |
| 16.06.2010       | 14 | Poszukiwacze skarbów            | Bossman’s Blues                 |
|                  |    |                                 |                                 |
| 23.06.2010       | 15 | Wołowinka Birch                 | Birch’s Beef                    |
|                  |    |                                 |                                 |
| 30.06.2010       | 16 | Idealna równowaga               | A Fine Balance                  |
|                  |    |                                 |                                 |
| 07.07.2010       | 17 | Liam bohaterem                  | Liam the Hero                   |
|                  |    |                                 |                                 |
| 14.07.2010       | 18 | Ciężkie wybory                  | True Colors                     |
|                  |    |                                 |                                 |
| 21.07.2010       | 19 | Lekcje miłości                  | Love Lessons                    |
|                  |    |                                 |                                 |
| 28.07.2010       | 20 | Pani przewodnicząca             | Miss President                  |
|                  |    |                                 |                                 |
| 20.01.2011       | 21 | Złe towarzystwo                 | Bad Company                     |
|                  |    |                                 |                                 |
| 26.01.2011       | 22 | Slam mangowy                    | Manga Slam                      |
|                  |    |                                 |                                 |
| 27.01.2011       | 23 | Oni nas obserwują               | They’re Watching Us             |
|                  |    |                                 |                                 |
| 04.08.2010       | 24 | Maskotka                        | The Mascot                      |
|                  |    |                                 |                                 |
| 05.08.2010       | 25 | Prezentowe zamieszanie          | Holiday Hijinx                  |
|                  |    |                                 |                                 |
| 11.08.2010       | 26 | Linoskoczek                     | Rope Burn                       |
|                  |    |                                 |                                 |
| 10.02.2011       | 27 | Gwiazdą być                     | There’s No Business…            |
|                  |    |                                 |                                 |
| 16.02.2011       | 28 | Trud dorastania                 | Growing Pains                   |
|                  |    |                                 |                                 |
| 17.02.2011       | 29 | Komiksowy chaos                 | Comic Chaos                     |
|                  |    |                                 |                                 |
| 02.03.2011       | 30 | Ciężka praca                    | Working Stiff                   |
|                  |    |                                 |                                 |
| 03.03.2011       | 31 | Kto tu jest gwiazdą?            | Star – Struck                   |
|                  |    |                                 |                                 |
| 01.09.2010       | 32 | Zamiana                         | The Big Switch                  |
|                  |    |                                 |                                 |
| 02.09.2010       | 33 | Raffi szuka noclegu             | A Bed for Raffi                 |
|                  |    |                                 |                                 |
| 08.09.2010       | 34 | Powrót do ery kamienia łupanego | Back to the Stone Age           |
|                  |    |                                 |                                 |
| 09.09.2010       | 35 | Impreza przebierana             | The Costume Party               |
|                  |    |                                 |                                 |
| 15.09.2010       | 36 | Problemy z uczciwością          | Integrity Insmegrity            |
|                  |    |                                 |                                 |
| 16.09.2010       | 37 | Jak zrobić z igły widły         | Making a Mountain of a Molehill |
|                  |    |                                 |                                 |
| 22.09.2010       | 38 | Chwila dla Liama                | Here’s Liam                     |
|                  |    |                                 |                                 |
| 23.09.2010       | 39 | Pamiętnik                       | The Diary                       |
|                  |    |                                 |                                 |
| 29.09.2010       | 40 | Sekretna miłość Raffiego        | Raffi’s Secret Love             |
|                  |    |                                 |                                 |
| 30.09.2010       | 41 | Skate klub                      | Skate Club                      |
|                  |    |                                 |                                 |
| 06.10.2010       | 42 | Spingowany i spongowany         | Pinged and Ponged               |
|                  |    |                                 |                                 |
| 07.10.2010       | 43 | Miłość krąży wokół nas          | Love is in the Air              |
|                  |    |                                 |                                 |
| 13.10.2010       | 44 | Fotoreporter                    | Cyranette                       |
|                  |    |                                 |                                 |
| 14.04.2011       | 45 | Niania Liam                     | Liam and the Kid’s Big Day Out  |
|                  |    |                                 |                                 |
| 20.10.2010       | 46 | Koniec z sarkazmem              | Cut Out the Sarkasm             |
|                  |    |                                 |                                 |
| 21.10.2010       | 47 | Drzewo genealogiczne            | Family Tree                     |
|                  |    |                                 |                                 |
| 27.10.2010       | 48 | Po prostu powiedz „nie”         | Just Say Nooo                   |
|                  |    |                                 |                                 |
| 28.10.2010       | 49 | Różnice w grupie                | At Odds with the Pad            |
|                  |    |                                 |                                 |
| 03.11.2010       | 50 | Żadnych zastępstw               | Accept No Substitutes           |
|                  |    |                                 |                                 |
| 04.11.2010       | 51 | Rybie fiasko                    | Fish Fiasco                     |
|                  |    |                                 |                                 |
| 10.11.2010       | 52 | Proces Birch                    | Birch’s Trial                   |
|                  |    |                                 |                                 |